# 소켓 SP3

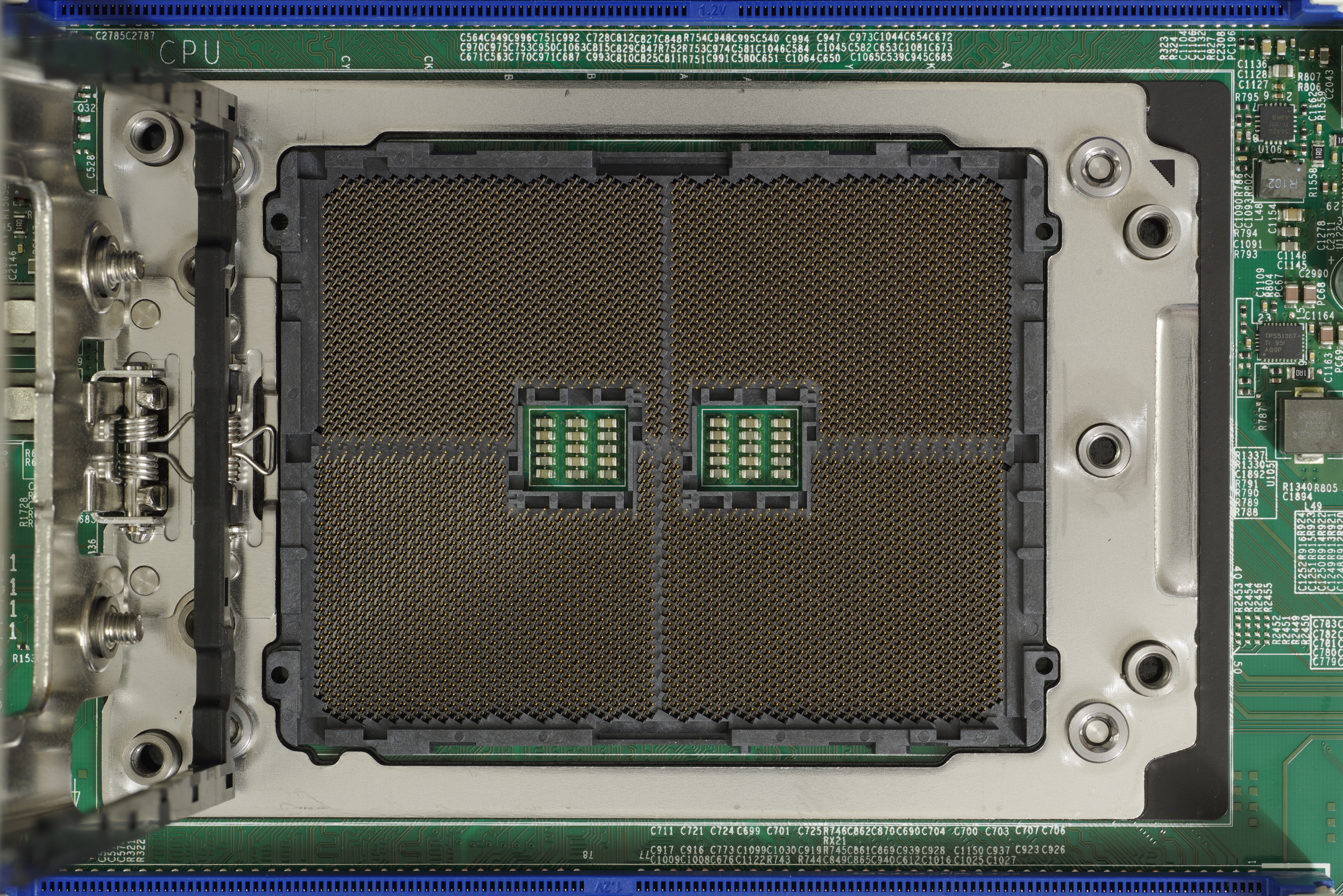
소켓 SP3

소켓 SP3(Socket SP3)은 2017년 6월 20일에 출시된 Zen-, Zen 2- 및 Zen 3 기반 Epyc 서버 프로세서를 지원하는 AMD가 설계한 ZIF 랜드 그리드 배열 CPU 소켓이다. 이 소켓은 소켓 TR4 및 소켓과 크기가 동일하다. 소켓 sTRX4를 사용하면 사용자는 SP3용으로 설계된 CPU 쿨러뿐만 아니라 소켓 TR4 및 소켓 sTRX4용으로 설계된 쿨러도 사용할 수 있다.
소켓 SP3은 시스템 인 패키지 소켓이다. 다시 말해, 시스템을 완벽하게 작동시키는 데 필요한 대부분의 기능(예: 메모리, PCI 익스프레스, SATA 컨트롤러 등)이 프로세서에 완전히 통합되어 있어 칩셋을 마더보드에 배치할 필요가 없다. 데스크톱 플랫폼의 변형에는 결국 시스템의 향상된 기능을 제공하기 위해 추가 칩셋이 필요하다. 소켓 SP3을 사용하는 프로세서는 CPU를 슬라이드에 삽입하고 일반적으로 마더보드와 함께 제공되는 토크 렌치를 사용하여 3개의 나사를 조여 슬라이드 어셈블리를 고정하는 방식으로 장착된다. OEM의 자동화된 프로세서 장착 도구는 슬라이드를 사용하지 않고 대신 로봇 팔의 정밀한 움직임에 의존한다.

## 같이 보기
- 소켓 AM4
- 소켓 P